# Stenbacken
Stenbacken är en tidigare järnvägsstation vid Malmbanan vid Torneträsk strand omkring 60 kilometer nordväst om Kiruna. Vid Stenbacken finns en rastplats efter väg E10. Här anordnas varje år Lapplandsmästerskapet i pimpelfiske i slutet av april.
I Stenbacken finns ett stationshus av så kallad Linaälvsmodell och en banvaktstuga. Det finns också ett transformatorhus från 1960-talet.